# يوري دي سوزا
يوري دي سوزا (بالبرتغالية: Yuri de Souza‏) (8 أغسطس 1982 بماسايو في البرازيل - ) هو لاعب كرة قدم برازيلي في مركز الهجوم. لعب مع إشتوريل برايا وبونفيرادينا ونادي بوافيشتا ونادي بونتيفيدرا ونادي جل فيسنتي ونادي لاس بالماس ونادي مايا ‏ ونادي تشينغداو.

## وصلات خارجية
- يوري دي سوزا على موقع قاعدة بيانات كرة القدم.إي يو (الإنجليزية)
- يوري دي سوزا على موقع Soccerway.com (الإنجليزية)
- يوري دي سوزا على موقع عالم كرة القدم.نت (الإنجليزية)
- يوري دي سوزا على موقع AS.com (الإسبانية)